# 基猴属
阿喀琉斯基猴（学名：Archicebus achilles）是一种已灭绝的灵长类动物，也是迄今发现的最早的灵长目动物。

## 发现
阿喀琉斯基猴的化石最早由中国科学院古脊椎动物与古人类研究所研究员倪喜军和他的团队在中国湖北省荆州市附近发现，是一副近乎完整的骨架。由于其脚后跟的骨头长得短而宽，很像类人猿，因此将其种名定义为“阿喀琉斯基猴”（Archicebus-achilles）。

## 进化地位
据推测阿喀琉斯基猴生活在距今大约5500万年前始新世早期，它同时混合了类人猿和眼镜猴的特征，是迄今发现的最古老灵长目动物化石，很可能和人类以及各种猿猴有最近的共同祖先。

## 生活习性
据推测，阿喀琉斯基猴身长约7厘米，体重不超过30克，体积接近现代的小侏儒狐猴。具有修长的四肢、尖小的牙齿和大眼窝，表明它善于跳跃和利用四肢走动、以昆虫为食并拥有良好的视力。此外，嘴巴变短、眼睛前视等特征也表明，它的嗅觉退化而立体视觉增强，能够用视力定位食物并用手去抓捕。
阿喀琉斯基猴最显著的特征是长着一双堪比小腿、甚至超过大腿长度的大脚，且大脚趾能够与其他四个脚趾对握抓在一起，使得它的双手能够解放出来去捕捉食物。